# Prežba
Koordinati:   42°46′20″N, 16°48′34″E
Prežba je otok v Dalmaciji, ki leži severozahodno od otoka Lastovo, s katerim je pri zaselku Podlenga z mostom povezan z naseljem Pasadur na otoku Lastovo. Površina otoka, ki ima zelo členovito obalo s številnimi zalivi, je velik 2,8 km²; dolžina obalnega pasu je 14,230 km. Najvišji vrh je visok 136 mnm. Na južnem delu otoka, nasproti naselja Ubli, stoji svetilnik. Na otočku se poleg Podlenge, v zalivu Velji Lago, nahaja še zaselek Jurjeva Luka, nekdanje mornariško oporišče JRM s skladišči vkopanimi v skalo. V Jurjevi Luki je sidrišče za jahte.
Iz pomorske karte je razvidno, da svetilnik oddaja svetlobni signal: BR Bl 5s. Nazivni domet svetilnika je 8 milj.